# Decima di Saladino
La decima di Saladino fu  un'imposta introdotta in Inghilterra e, con minore successo, in Francia nel 1188 in risposta alla conquista di Gerusalemme da parte di Saladino nel 1187.

## Scenario
Nel luglio del 1187 il Regno di Gerusalemme fu sconfitto alla battaglia di Ḥaṭṭīn da Saladino che in ottobre conquistò Gerusalemme stessa.
Quando la notizia raggiunse l'Europa alla fine di quello stesso anno, fu proclamata una nuova crociata.
Nel gennaio del 1188, Enrico II d'Inghilterra e Filippo II di Francia si incontrarono nei territori del primo, a Le Mans, per discutere della crociata, alla presenza anche di Ioscio, Arcivescovo di Tiro; essi discussero anche della "Decima di Saladino".
L'11 febbraio Enrico cominciò a organizzare la predicazione della crociata in Inghilterra, a Geddington.

## Raccolta della decima
Essa fu letteralmente una decima, un'imposta del 10% sui redditi e sui beni mobili.
La base imponibile veniva valutata dalle diocesi piuttosto che dalle contee.
Gli sceriffi locali non ebbero alcun ruolo nella riscossione della decima, chi raccoglieva il denaro era invece il locale sacerdote o vescovo, il rettore della chiesa locale, il barone locale ed un sergente del re, così come, in particolare, un Cavaliere templare ed un Cavaliere Ospitaliere, i cui Ordini erano specialmente dediti alla difesa della Terra Santa.
L'ammontare della tassa fu stabilito in base a dichiarazioni giurate nelle aree rurali e da una giuria nelle aree urbane.
Alcuni oggetti furono esentati dalla tassazione:
Allo scopo di incoraggiare la partecipazione coloro che si univano alla crociata vennero totalmente esentati dalla decima, e molti effettivamente aderirono al fine di evitare il pagamento.
Tutti gli altri proprietari terrieri, sia laici che religiosi, dovevano pagare, se qualcuno non era d'accordo con la valutazione delle sue proprietà veniva imprigionato o scomunicato.
Mentre le imposte venivano di norma raccolte dal Tesoro, per raccogliere la decima fu istituito a Salisbury un ufficio separato con dieci scrutatori.
Secondo Gervasus Dorobornensis furono raccolte £70 000 dai cristiani ed altre £60 000 dagli ebrei; quest'ultima cifra probabilmente è da ridurre a £10 000  oltre a £2 000 raccolte nel 1190. Il clero fece la sua parte versando 5 000 marchi d'argento.
Questa fu la maggiore imposizione fiscale mai riscossa in Inghilterra, anche se Enrico aveva istituito altre tasse per gli aiuti in Terra Santa nel 1166 e più recentemente nel 1185.
La decima fu estremamente impopolare, nonostante il generale riconoscimento del fatto che fosse destinata, dal punto di vista degli inglesi, ad una buona causa.
A causa del ruolo svolto dalle diocesi nello stabilire l'ammontare della tassa gran parte del biasimo si concentrò specialmente su Baldovino di Exeter, l'Arcivescovo di Canterbury; saggiamente, forse, egli passò la maggior parte dell'anno in Galles, predicando la crociata, accompagnato dal cronachista Giraldus Cambrensis.
La stessa decima fu istituita in Francia ma Filippo, non avendo lo stesso governo centrale, non riuscì a controllare la forte opposizione che dovette fronteggiare. Filippo cercò di mantenerla al suo ritorno dalla crociata.
La decima fu imposta, con minore successo, anche ai territori inglesi in Francia.
Enrico suggerì che Guglielmo il Leone istituisse la decima in Scozia, ma Guglielmo rifiutò e la potenza inglese non arrivava ancora tanto a nord da imporre la tassa agli scozzesi.

## Conseguenze
Alla fine Enrico non partì mai per la crociata.
Nel 1189 fu coinvolto in una guerra contro il suo stesso figlio Riccardo e Filippo, e fu accusato di utilizzare la decima per acquistare approvvigionamenti per questo conflitto.
Enrico morì qualche tempo dopo, in quello stesso anno, prima della partenza dei crociati inglesi; secondo Giraldus fu la punizione divina per una così pesante tassazione.
Riccardo gli succedette e trovò i forzieri del regno pieni, tuttavia egli raccolse altro denaro vendendo terreni e imponendo varie gabelle in tutta l'Inghilterra.
Complessivamente, Enrico e Riccardo riuscirono a raccogliere 100.000 marchi d'argento con la decima del Saladino.
La successiva Terza crociata conquistò la costa del Mediterraneo per il residuo Regno di Gerusalemme ma Riccardo non riuscì a riprendere Gerusalemme.
Mentre tornava in patria fu anzi preso in ostaggio da Enrico VI di Svevia;
nel 1194 un'altra massiccia tassazione fu imposta in Inghilterra con lo scopo di raccogliere il denaro per il suo riscatto,
fu essenzialmente una replica della decima di Saladino del 1188 ma, in questo caso, fu fissata l'aliquota ben più elevata del 25%.
La stessa struttura organizzativa e il meccanismo di raccolta furono utilizzati per raccogliere fondi per la guerra in Francia di re Giovanni del 1207.